# Обратная связь (техника)
Обра́тная связь в технике — это процесс, приводящий к тому, что результат функционирования какой-либо системы влияет на параметры, от которых зависит функционирование этой системы. Другими словами, на вход системы подаётся сигнал, пропорциональный её выходному сигналу (или, в общем случае, являющийся функцией этого сигнала). Часто это делается преднамеренно, чтобы повлиять на динамику функционирования системы.
Различают положительную и отрицательную обратную связь. Если сигнал обратной связи с выхода находится в фазе с входным сигналом, то обратная связь называется положительной. Если сигнал обратной связи сдвинут по фазе на 180° по отношению к входному сигналу, то обратная связь называется отрицательной.

Положительную или отрицательную обратную связь не следует путать с силой обратной связи.

## История
Механизмы саморегулирования существовали с древнейших времен, а идея обратной связи начала входить в экономическую теорию Великобритании к XVIII веку, но в то время она не была признана универсальной и поэтому не имела названия.
Первым известным устройством искусственной обратной связи был поплавковый клапан для поддержания воды на постоянном уровне, изобретенный в 270 году до нашей эры в Александрии. Это устройство иллюстрировало принцип обратной связи: низкий уровень воды открывает клапан, затем поднимающаяся вода обеспечивает обратную связь c системой, закрывая клапан при достижении требуемого уровня. Это повторяется по кругу, если уровень воды колеблется.
Центробежные регуляторы использовались для регулирования расстояния и давления между жерновами в ветряных мельницах с 17 века. В 1788 году Джеймс Уатт разработал свой первый центробежный регулятор по предложению своего делового партнера Мэтью Боултона для использования в паровых двигателях. Ранние паровые двигатели использовали чисто возвратно-поступательное движение и использовались для перекачки воды — это применение не чувствительно к изменению рабочей скорости, но использование паровых двигателей в других случаях требовало более точного контроля скорости.
В 1868 году Джеймс Клерк Максвелл написал знаменитую работу «О регуляторах», которая считается классической в теории управления и математики обратной связи.
Фраза «to feed back», в смысле возвращения к более раннему положению в механическом процессе, была впервые использована в США в 1860-е годы, а в 1909 году нобелевский лауреат Карл Фердинанд Браун использовал термин «feed-back» в качестве существительного для обозначения (нежелательной) связи между компонентами аналоговой схемы.
В 1912 году исследователи, использовавшие ранние электронные усилители (аудионы), обнаружили, что намеренное направление части выходного сигнала обратно во входную цепь увеличивает усиление (через регенерацию), но также вызывает лишний шум в устройстве. Это действие обратной передачи сигнала с выхода на вход привело к использованию термина «обратная связь» в качестве отдельного слова к 1920 году.
На протяжении многих лет существовал некоторый спор относительно наилучшего определения обратной связи. Согласно Эшби, математики и теоретики, интересующиеся принципами механизмов обратной связи, предпочитают определение «цикличности действия», которое сохраняет теорию простой и последовательной. Для более практических целей обратная связь должна преднамеренно воздействовать через какую-то более осязаемую связь.
Экспериментаторы возражают против математического определения обратной связи, так как в этом случае обратная связь присутствует в обычном маятнике между его положением и его импульсом — «обратная связь», которая, с практической точки зрения, несколько мистична. На это математики возражают, что если обратная связь должна действовать только тогда, когда есть реальный провод или нерв, чтобы представлять её, то теория становится хаотичной и пронизанной несоответствиями.
Также имеется определение обратной связи как «информации о разрыве между фактическим уровнем и эталонным уровнем системного параметра», которая используется для «некоторого изменения разрыва». При этом информация сама по себе не является обратной связью, если она не переведена в действие.

## Типы

### Положительная и отрицательная обратная связь
Положительная обратная связь: Если сигнал обратной связи с выхода находится в фазе с входным сигналом, то обратная связь является положительной.
Отрицательная обратная связь: Если сигнал обратной связи имеет противоположную полярность или находится вне фазы на 180° по отношению к входному сигналу, то обратная связь называется отрицательной обратной связью.
В качестве примера отрицательной обратной связи можно представить систему круиз-контроля в автомобиле, которая соответствует целевой скорости. Управляемая система — это автомобиль; её вход включает в себя комбинированный крутящий момент от двигателя и от изменяющегося уклона дороги.
Скорость (состояние) автомобиля измеряется спидометром. Сигнал ошибки — это отклонение скорости, измеренной спидометром, от заданной скорости. Эта измеренная погрешность интерпретируется контроллером для регулировки акселератора, управляющего потоком топлива в двигатель. Результирующее изменение крутящего момента двигателя, обратная связь, сочетается с изменением крутящего момента вследствие изменения уклона дороги, чтобы уменьшить ошибку в скорости минимизируя дорожные помехи.
Термины «положительная» и «отрицательная» были впервые применены к обратной связи в 1920-е годы с введением регенеративной схемы. В 1924 году Фриис и Йенсен описали регенерацию в наборе электронных усилителей как случай, когда действие «обратной связи» является положительным в отличие от отрицательного действия обратной связи, о котором они упоминают лишь мимоходом. Классическая статья Гарольда Стивена Блэка 1934 года впервые подробно описывает использование отрицательной обратной связи в электронных усилителях. По словам Блэка, положительная обратная связь увеличивает коэффициент усиления усилителя, отрицательная обратная связь уменьшает его. Однако ещё до того, как были впервые применены эти термины, Джеймс Клерк Максвелл описал несколько видов «компонентных движений», связанных с центробежными регуляторами, используемыми в паровых двигателях, различая те, которые приводят к постоянному увеличению возмущения или амплитуды колебаний, и те, которые приводят к их уменьшению.